# Фей Тойн
Фей Тойн (англ. Fay Toyne; нар. 18 грудня 1943) — колишня австралійська тенісистка.
Найвищим досягненням на турнірах Великого шолома був фінал в парному розряді.

## Фінали турнірів Великого шолома

### Парний розряд (1 поразка)
| Результат | Рік  | Турнір            | Покриття | Партнерка     | Суперниці                  | Рахунок       |
| --------- | ---- | ----------------- | -------- | ------------- | -------------------------- | ------------- |
| Поразка   | 1966 | Чемпіонат Франції | Ґрунт    | Джилл Блекмен | Маргарет Корт Джуді Тегарт | 6–4, 1–6, 1–6 |